# Charles Grodin
Charles Sidney Grodin (ur. 21 kwietnia 1935 w Pittsburghu, zm. 18 maja 2021 w Wilton w stanie Connecticut) – amerykański aktor filmowy, teatralny i telewizyjny, scenarzysta, prezenter telewizyjny i komik. W 1978 zdobył nagrodę Emmy za scenariusz do programu muzycznego NBC The Paul Simon Special (1977).

## Życiorys

### Wczesne lata
Urodził się w Pittsburghu w Pensylwanii jako syn ortodoksyjnych Żydów – Leny (z domu Singer) i Theodore’a Isadore’a Grodina. Jego rodzina składała się z emigrantów, pochodzących z ówcześnie wchodzących w skład Imperium Rosyjskiego terenów dzisiejszej Rosji, Polski i Białorusi. Miał starszego brata Jacka. Ukończył szkołę średnią w Peabody High School, gdzie został wybrany przewodniczącym klasy przez cztery lata. Uczęszczał na Uniwersytet Miami. Studiował aktorstwo w HB Studio w Nowym Jorku pod kierunkiem Lee Strasberga i Uty Hagen.

### Kariera
W wieku dziewiętnastu lat po raz pierwszy trafił na ekran jako chłopiec perkusista w ekranizacji powieści Julesa Verne’a 20 000 mil podmorskiej żeglugi (1954) w reżyserii Richarda Fleischera z Kirkiem Douglasem. W 1962 zadebiutował na Broadwayu w roli Roberta Picketta w sztuce Tchin-Tchin u boku Anthony’ego Quinna. W melodramacie Sex and the College Girl (1964) wystąpił jako Bob. W 1966 zadebiutował jako reżyser i scenarzysta przedstawienia off-Broadwayowskiego Hooray! It’s a Glorious Day...and all that. W horrorze psychologicznym Romana Polańskiego Dziecko Rosemary (1968) zagrał niewielką, ale kluczową rolę położnika dr C.C. Hilla.
W komediodramacie wojennym Mike’a Nicholsa Paragraf 22 (1970) został obsadzony w roli kapitana Aarfy’ego Aardvarka. Za rolę Lenny’ego Cantrowa w komedii romantycznej Elaine May Kid złamane serce (The Heartbreak Kid, 1972) zdobył nominację do Złotego Globu dla najlepszego aktora w filmie komediowym lub musicalu. Jako Ira J. Parks, surowy prokurator okręgowy i drugi mąż Glendy (Goldie Hawn), w komedii romantycznej Jak za dawnych, dobrych czasów (Seems Like Old Times, 1980) był nominowany do Złotej Maliny jako najgorszy aktor drugoplanowy. Sympatię wśród widzów zyskał w roli George’a Newtona, głowy rodziny, w filmie familijnym Beethoven (1992) i sequelu Beethoven 2 (1993). Za rolę Harrisona Winslow w komediodramacie fantasy Serce i dusze (Heart and Souls, 1993) zdobył nominację do Nagrody Saturna w kategorii najlepszy aktor drugoplanowy.
W latach 90. XX wieku skupił się na pracy dziennikarskiej, był komentatorem w telewizji. Pisał także sztuki teatralne, scenariusze telewizyjne i książki.

## Życie prywatne
W 1975 spotykał się z Cybill Shepherd. W latach 1976–1980 był żonaty z Julia Ferguson, z którą miał córkę Marion. W lipcu 1983 poślubił Elissa Durwood, z którą miał syna Nicholas „Nicka” Theodore’a. 

### Śmierć
Zmarł 18 maja 2021 w Wilton, Connecticut w wieku 86 lat. Powodem śmierci był szpiczak mnogi.

## Filmografia
- Dziecko Rosemary (1968) jako dr C.C. Hill
- Paragraf 22 (1970) jako kpt. Aarfy Aardvark
- King Kong (1976) jako Fred Wilson
- Niebiosa mogą zaczekać (1978) jako Tony Abbott
- Opalenizna (1979) jako Jake Dekker
- Teraz moja kolej (1980) jako Homer
- Jak za dawnych, dobrych czasów (1980) jako J. Parks
- Kobieta w czerwieni (1984) jako Buddy
- Samotny facet (1984) jako Warren Evans
- Ishtar (1987) jako Jim Harrison
- Zdążyć przed północą (1988) jako Jonathan Mardukas
- Kto tu zwariował? (1988) jako George Maitlin
- Beethoven (1992) jako George Newton
- Beethoven 2 (1993) jako George Newton
- Dave (1993) jako Murray Blum
- Poślubiłem morderczynię (1993) jako kierowca
- Serce i dusze (1993) jako Harrison Winslow
- Clifford (1994) jako Martin Daniels
- Stara miłość nie rdzewieje (2006) jako Bob Kowalski